# U-350
U-350 — средняя немецкая подводная лодка типа VIIC времён Второй мировой войны.

## История
Заказ на постройку субмарины был отдан 5 июня 1941 года. Лодка была заложена 15 февраля 1943 года на верфи Нордзееверке в Эмдене под строительным номером 222, спущена на воду 17 августа 1943 года. Лодка вошла в строй 7 октября 1943 года под командованием оберлейтенанта Эриха Нистера.

### Флотилии
- 7 октября 1943 года — 28 февраля 1945 года — 22-я флотилия (учебная)
- 1 марта 1945 года — 30 марта 1945 года — 31-я флотилия (учебная)

### История службы
Лодка не совершала боевых походов, успехов не достигла. Потоплена 30 марта 1945 года в районе с координатами 53°33′ с. ш. 09°57′ в. д. авиабомбами американских самолётов.